# Amphiura angularis
Amphiura angularis är en ormstjärneart som beskrevs av George Richard Lyman 1879. Amphiura angularis ingår i släktet Amphiura och familjen trådormstjärnor. Inga underarter finns listade i Catalogue of Life.